# Lijst van gemeentelijke monumenten in Drimmelen (plaats)
De Noord-Brabantse plaats Drimmelen, onderdeel van de gemeente Drimmelen kent 26 gemeentelijke monumenten. Hieronder een overzicht.
| Object                                       | Bouwjaar | Architect | Locatie | Coördinaten                   | Nr.     | Afbeelding          |
| -------------------------------------------- | -------- | --------- | --- | ----------------------------- | ------- | ------------------- |
| Boerderij, woonhuis                          |          |           | Polder de Dood (ongenummerd); aan de oever van de Ruigt                                                               | 51° 45' 6" NB, 4° 50' 29" OL  | 1719/1  | Upload foto         |
| Griendwerkerskeet                            |          |           | Polder de Lepelaar (ongenummerd); ten noorden van de boerderij aan het Steurgat                                       | 51° 44' 18" NB, 4° 50' 38" OL | 1719/2  | Upload foto         |
| Arbeiderswoning                              |          |           | Polder de Lepelaar (ongenummerd); direct ten noordwesten van de boerderij aan het Steurgat                            | 51° 44' 17" NB, 4° 50' 39" OL | 1719/3  | Upload foto         |
| Brug                                         |          |           | St. Jansplaat (ongenummerd); over een stroompje tussen het Gat van de Plomp en het Spijkerboor                        | 51° 43' 33" NB, 4° 50' 21" OL | 1719/6  | Upload foto         |
| Arbeiderswoning van de boerderij Amaliahoeve |          |           | Polder Turfzakken (ongenummerd); aan de oever van het Keesje Killeke direct ten westen van de schuur van de boerderij | 51° 44' 2" NB, 4° 48' 55" OL  | 1719/11 | Upload foto         |
| Griendwerkerskeet                            |          |           | Vischplaat (ongenummerd) ten zuidoosten van de Biesboschhoeve aan de oever van het Gat van Den Binnennieuwensteek     | 51° 44' 5" NB, 4° 45' 22" OL  | 1719/12 | Upload foto         |
| Woonhuis                                     |          |           | Batterij 8 | 51° 42' 31" NB, 4° 48' 15" OL | 1719/14 | Woonhuis            |
| Kerkgebouw                                   |          |           | Batterij 16 | 51° 42' 32" NB, 4° 48' 13" OL | 1719/16 | Kerkgebouw          |
| Woonhuis                                     |          |           | Dorpsstraat 4 | 51° 42' 28" NB, 4° 48' 18" OL | 1719/19 | Woonhuis            |
| Woonhuis                                     |          |           | Dorpsstraat 6 | 51° 42' 28" NB, 4° 48' 18" OL | 1719/20 | Woonhuis            |
| Kantoor, woonhuis                            |          |           | Dorpsstraat 8 | 51° 42' 28" NB, 4° 48' 18" OL | 1719/21 | Kantoor, woonhuis   |
| Woonhuis                                     | 1778     |           | Dorpsstraat 12 | 51° 42' 27" NB, 4° 48' 19" OL | 1719/22 | Woonhuis            |
| Woonhuis                                     |          |           | Dorpsstraat 18 | 51° 42' 28" NB, 4° 48' 22" OL | 1719/23 | Woonhuis            |
| Woonhuis                                     |          |           | Herengracht 10 | 51° 42' 29" NB, 4° 48' 14" OL | 1719/26 | Upload foto         |
| Woonhuis, leerlooierij                       |          |           | Herengracht 11 | 51° 42' 27" NB, 4° 48' 15" OL | 1719/27 | Upload foto         |
| Woonhuis                                     | 1878     |           | Herengracht 12 | 51° 42' 29" NB, 4° 48' 15" OL | 1719/28 | Upload foto         |
| Woonhuis                                     |          |           | Herengracht 13 | 51° 42' 27" NB, 4° 48' 14" OL | 1719/29 | Woonhuis            |
| Woonhuis                                     |          |           | Herengracht 14 | 51° 42' 28" NB, 4° 48' 14" OL | 1719/28 | Woonhuis            |
| Pastorie                                     |          |           | Herengracht 30 | 51° 42' 27" NB, 4° 48' 11" OL | 1719/30 | Pastorie            |
| Woonhuis                                     |          |           | Herengracht 40 | 51° 42' 26" NB, 4° 48' 9" OL  | 1719/31 | Woonhuis            |
| Woonhuis, boerderij                          |          |           | Herengracht 44 | 51° 42' 25" NB, 4° 48' 8" OL  | 1719/32 | Woonhuis, boerderij |
| Kerkhof                                      |          |           | Oud Drimmelen 4 tegenover                                                                                             | 51° 41' 51" NB, 4° 46' 45" OL | 1719/35 | Upload foto         |
| Woning                                       |          |           | Oud Drimmelen 5 | 51° 41' 48" NB, 4° 46' 37" OL | 1719/37 | Upload foto         |
| Voormalige bakkerij                          |          |           | Stationsweg 17 | 51° 42' 24" NB, 4° 48' 28" OL | 1719/40 | Voormalige bakkerij |
| Woonhuis                                     |          |           | Stationsweg 19 | 51° 42' 23" NB, 4° 48' 28" OL | 1719/41 | Woonhuis            |
| Woonhuis                                     |          |           | Stationsweg 32 | 51° 42' 21" NB, 4° 48' 24" OL | 1719/42 | Woonhuis            |
| Woonhuis                                     |          |           | Weitjes 3 | 51° 42' 26" NB, 4° 48' 21" OL | 1719/43 | Upload foto         |